# Моара-Домняске (Молдова)
Моара-Домняске (рум. Moara Domnească) — село у Глоденському районі Молдови. Входить до складу комуни, адміністративним центром якої є село Віїшоара.

## Населення
За даними перепису населення 2004 року у селі проживали 506 осіб.
Національний склад населення села:
| Національність       | Кількість осіб | Відсоток   |
| -------------------- | -------------- | ---------- |
| молдавани румуни     | 483 1          | 95,5% 0,2% |
| українці             | 16             | 3,2%       |
| росіяни              | 5              | 1,0%       |
| інша / без відповіді | 1              | 0,2%       |
| Всього               | 506            | 100%       |